# Santuario di Maria Luggau

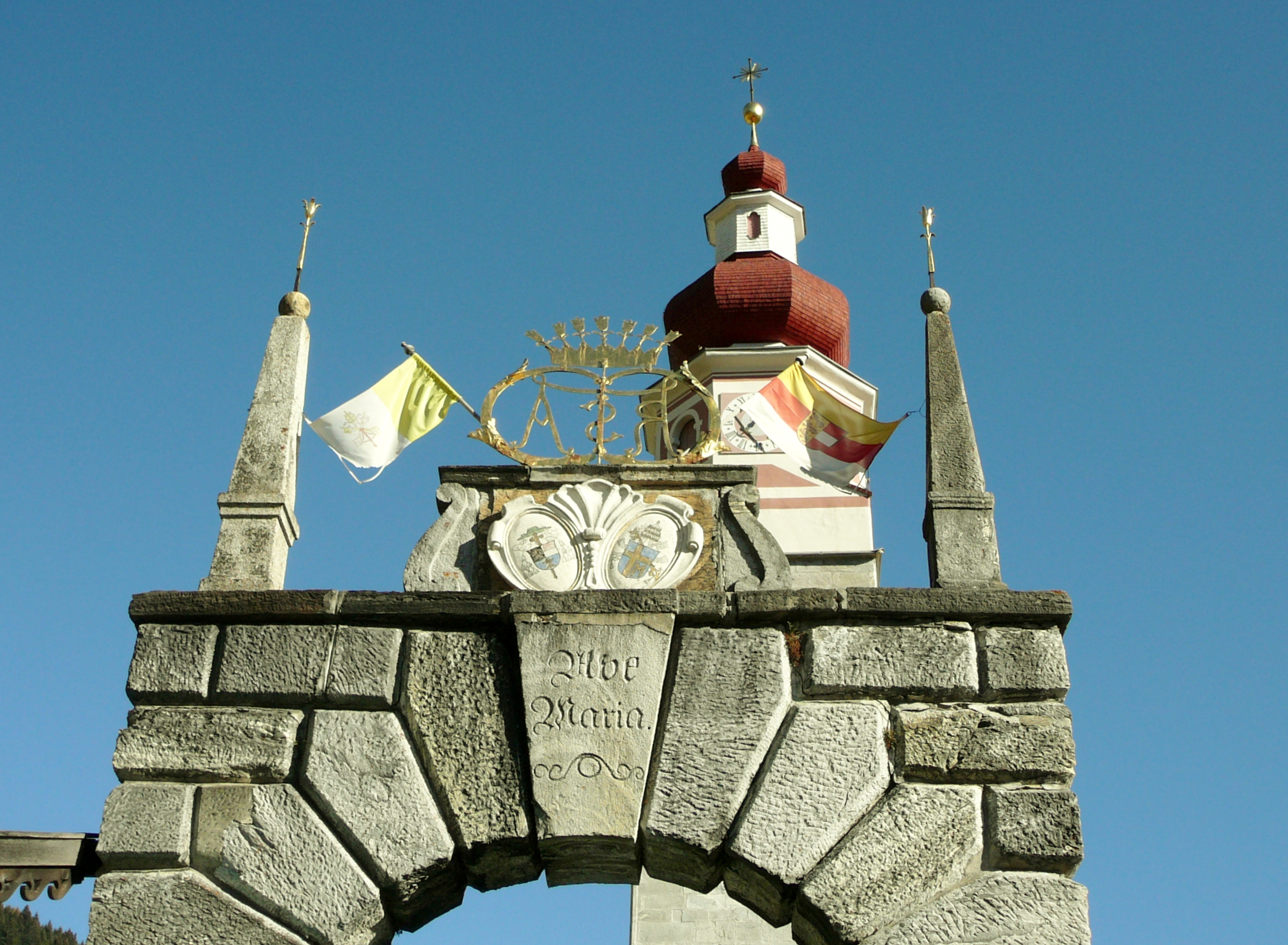
Ingresso al santuario

Il santuario di Maria Luggau, a 1 170 m s.l.m., si trova a Lesachtal, comune austriaco nel distretto di Hermagor (Carinzia), nella frazione Luggau.

## Storia
La presenza di un santuario dedicato alla Madonna Addolorata, risalente all'anno 1536, ha fatto di Maria Luggau una meta di pellegrinaggio. Il numero di pellegrini oscilla fra 35.000 e 40.000 ogni anno. La tradizione vuole che dove oggi sorge la chiesa, vi fosse un campo di segala; se ne curava una contadina povera e molto devota di nome Helena. Un giorno ella si sentiva particolarmente stanca e si sedette; addormentatasi sognò che nel luogo dove si trovava, sarebbe sorta una chiesa, e proprio lei avrebbe avuto il compito di costruirla. In un primo momento Helena soffrì la forte opposizione dei contadini e del capovillaggio, ma poi riuscì a realizzare una prima cappella in legno dove venne collocata l'immagine dell'Addolorata.
Durante i lavori di realizzazione del tetto, uno stolto entrò nella cappella e, rimasto colpito dalla bellezza della statua, cercò di impadronirsene. L'artigiano che lavorava in quel momento alla cappella lo riprese e lo invitò a lasciare al suo posto l'immagine sacra. Allora l'uomo gli obbedì e allo stesso tempo riacquistò l'uso della ragione.
La notizia di quanto accaduto si diffuse rapidamente e fu interpretata come un fatto miracoloso. Nel 1593 il conte di Ortenburg (Conte del Tirolo) realizzò proprio vicino alla chiesa un convento e lo affidò all'Ordine Minori dei Francescani. Dall'anno 1635 il santuario è custodito dai Servi di Maria.

## La chiesa
La chiesa, edificata fra il 1520 ed il 1544, è in stile gotico. La pala dell'altare maggiore raffigura l'Assunzione di Maria ed è opera del pittore veneziano Cosroe Dusi (1808–1859).
Una piccola statua raffigurante La Vergine che tiene tra le braccia il figlio morto, sovrasta l'altare. 
Sui due altari laterali, ornati da bassorilievi in legno, si possono ammirare due tele raffiguranti una Deposizione dalla Croce e San Luca mentre dipinge un quadro della Madonna con Bambino.
La volta della chiesa è interamente affrescata con dipinti che raffigurano la storia di Luggau. Il campanile, con guglia a cipolla, è opera di Bartolomeo Vierthaler. All'esterno davanti ad esso, è posta una statua in marmo realizzata da K. Campidell nel 1958 raffigurante la Pietà.

## Pellegrinaggi tradizionali

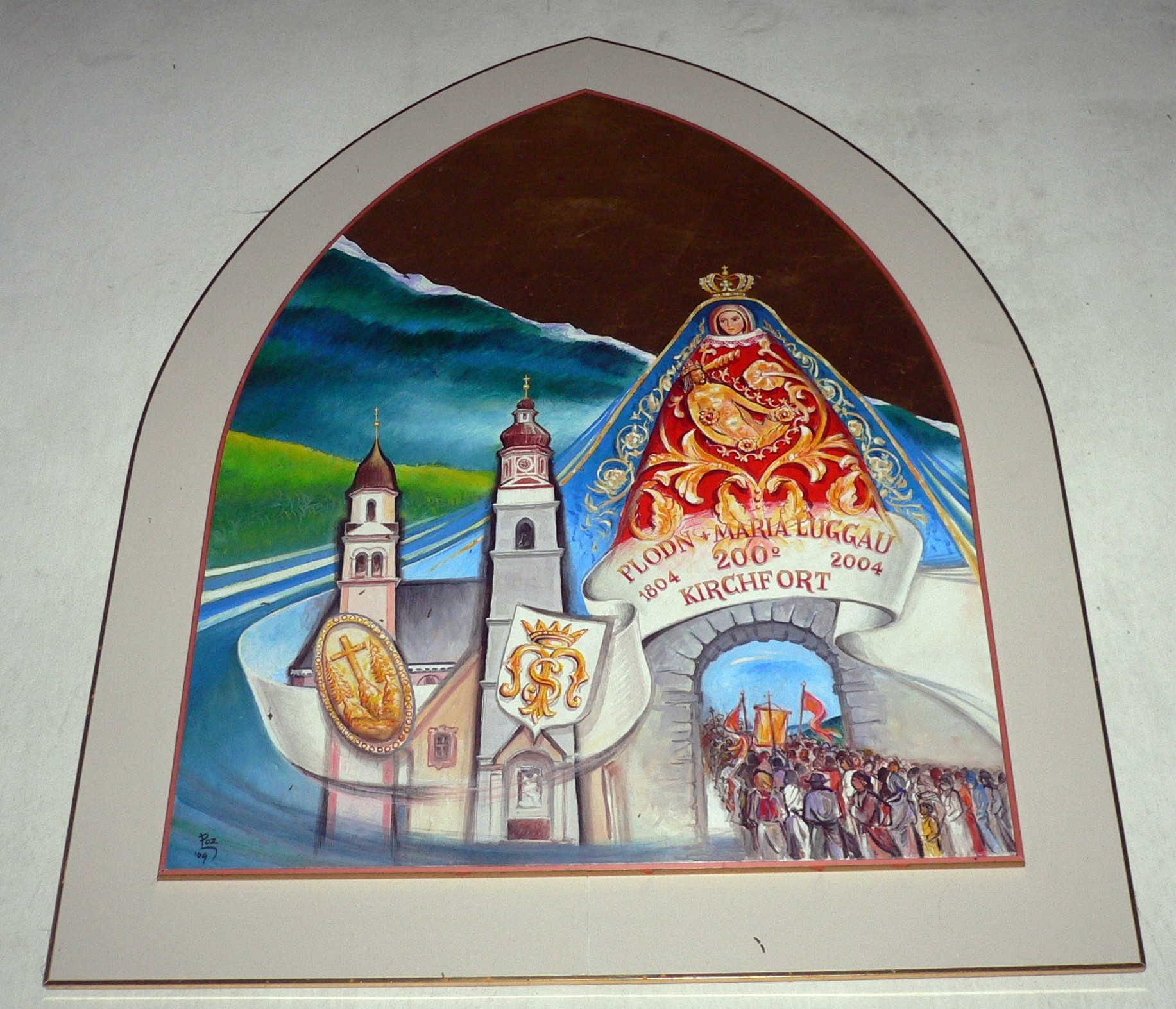
L'affresco all'ingresso della chiesa ricorda i 200 anni di pellegrinaggi della comunità di Sappada.

Il santuario mariano è meta di pellegrinaggi ricorrenti nei secoli. I pellegrini che visitano il santuario di Maria Luggau provengono dalla Carinzia, dalla Stiria e dal Salisburghese. Vi sono poi i pellegrini provenienti  dal Cadore e dalla vicina Carnia. Un esempio, di cui troviamo ampie testimonianze all'interno della chiesa è quello degli abitanti di Sappada, che ogni anno in settembre raggiungono la località austriaca, attraversando le Alpi, dopo un cammino di circa 9 ore. Questa tradizione, iniziata nell'anno 1804 come voto per invocare l'aiuto della Madonna contro la peste che aveva colpito il bestiame, continua ancora oggi. Agli abitanti di Sappada, negli anni si sono uniti gruppi provenienti da Sauris, Forni di Sopra e Ampezzo, coinvolgendo così circa 300 persone. Anche gli abitanti della comunità friulana di Forni Avoltri compiono il loro annuale pellegrinaggio verso Maria Luggau, ogni anno in giugno, in occasione della festa dei Santi Pietro e Paolo.
Un altro pellegrinaggio interessa annualmente circa 150 devoti provenienti dal Comelico. Tradizione nata alla fine degli anni '90, il "Cammino di Maria Luggau" riunisce gli abitanti di Comelico Superiore che raggiungono il santuario attraverso il valico alpino di Cima Vallona, scendendo poi nella Lesachtal e percorrendo le stradine che costeggiano il torrente Gail, passando per i paesi di Obertilliach e Untertilliach. I partecipanti a questi pellegrinaggi hanno la possibilità di pernottare nell'adiacente convento dei Serviti.

## Galleria d'immagini

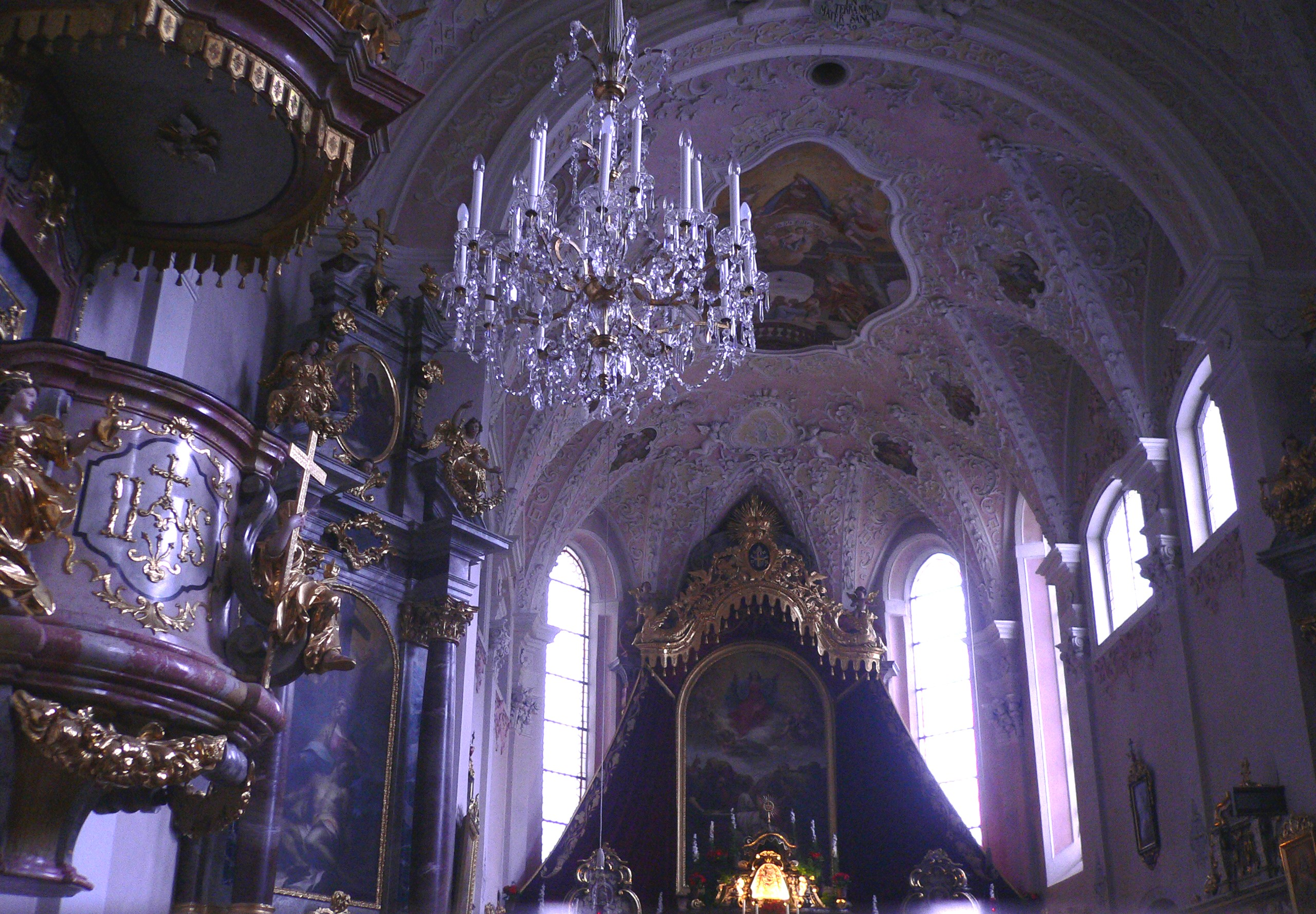
L'interno della basilica, l'altare maggiore
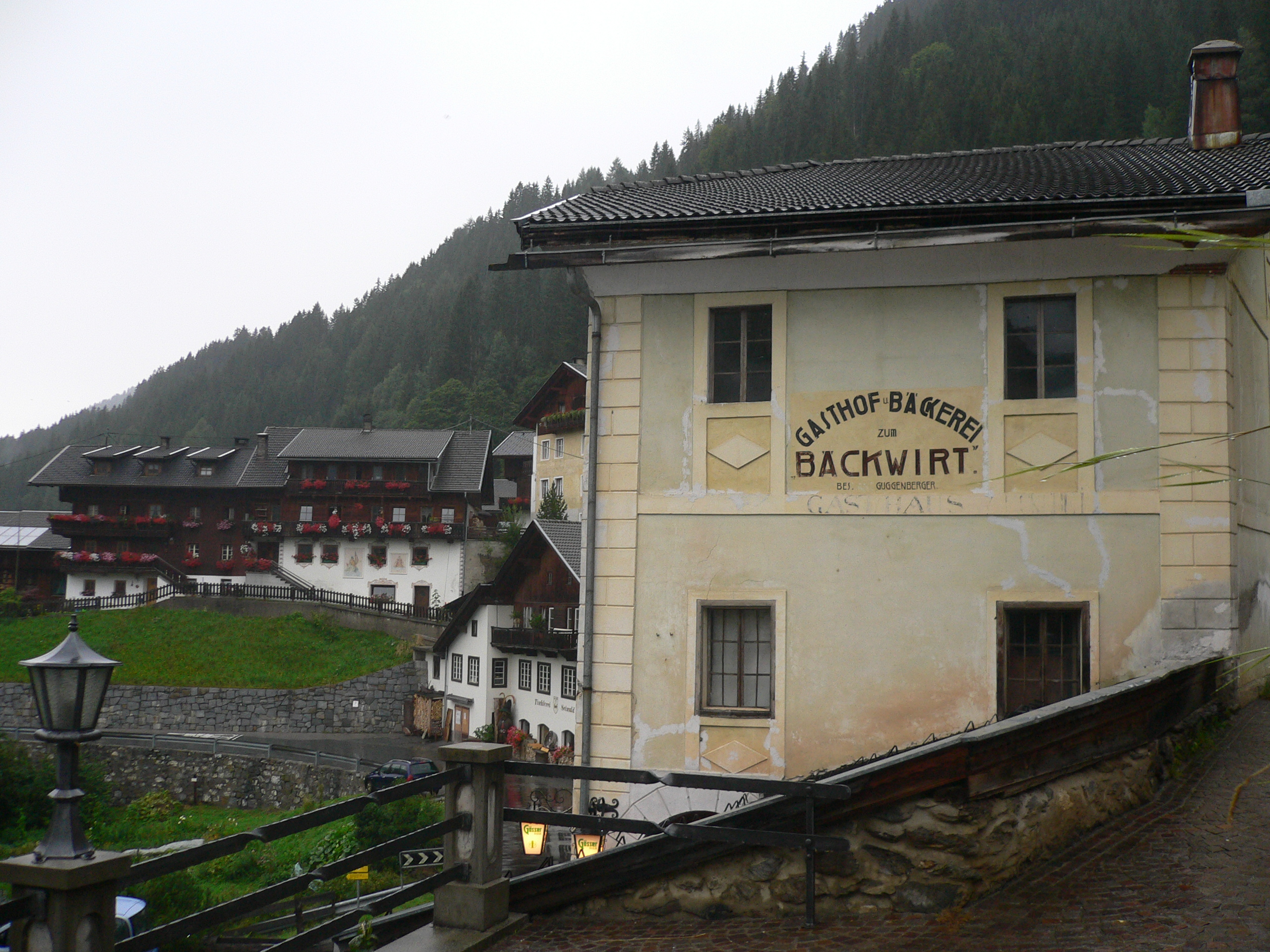
L'albergo "Zum Bäckwirt", dietro cui parte la visita ai mulini
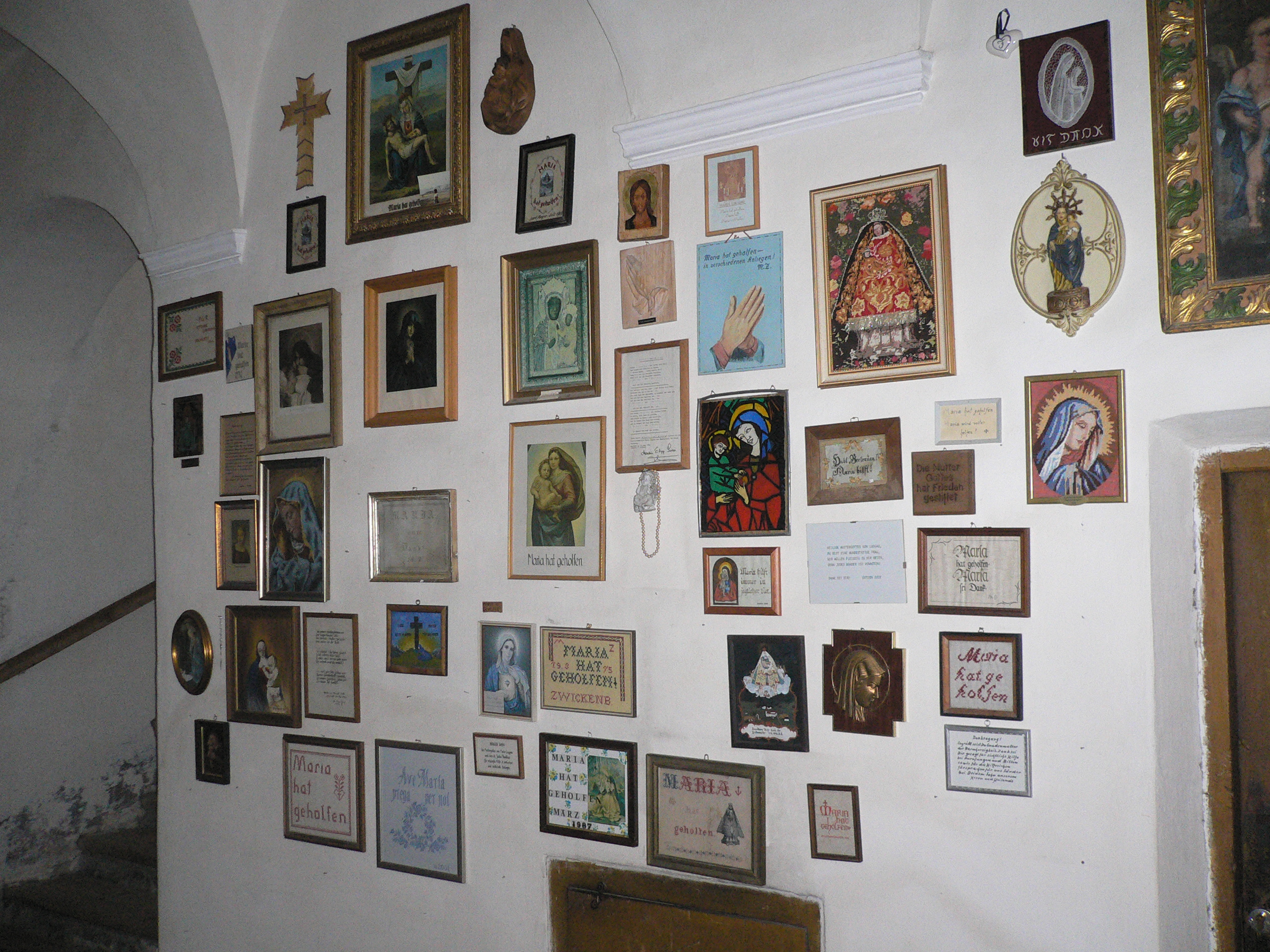
Una parete del chiostro con gli ex voto dei pellegrini
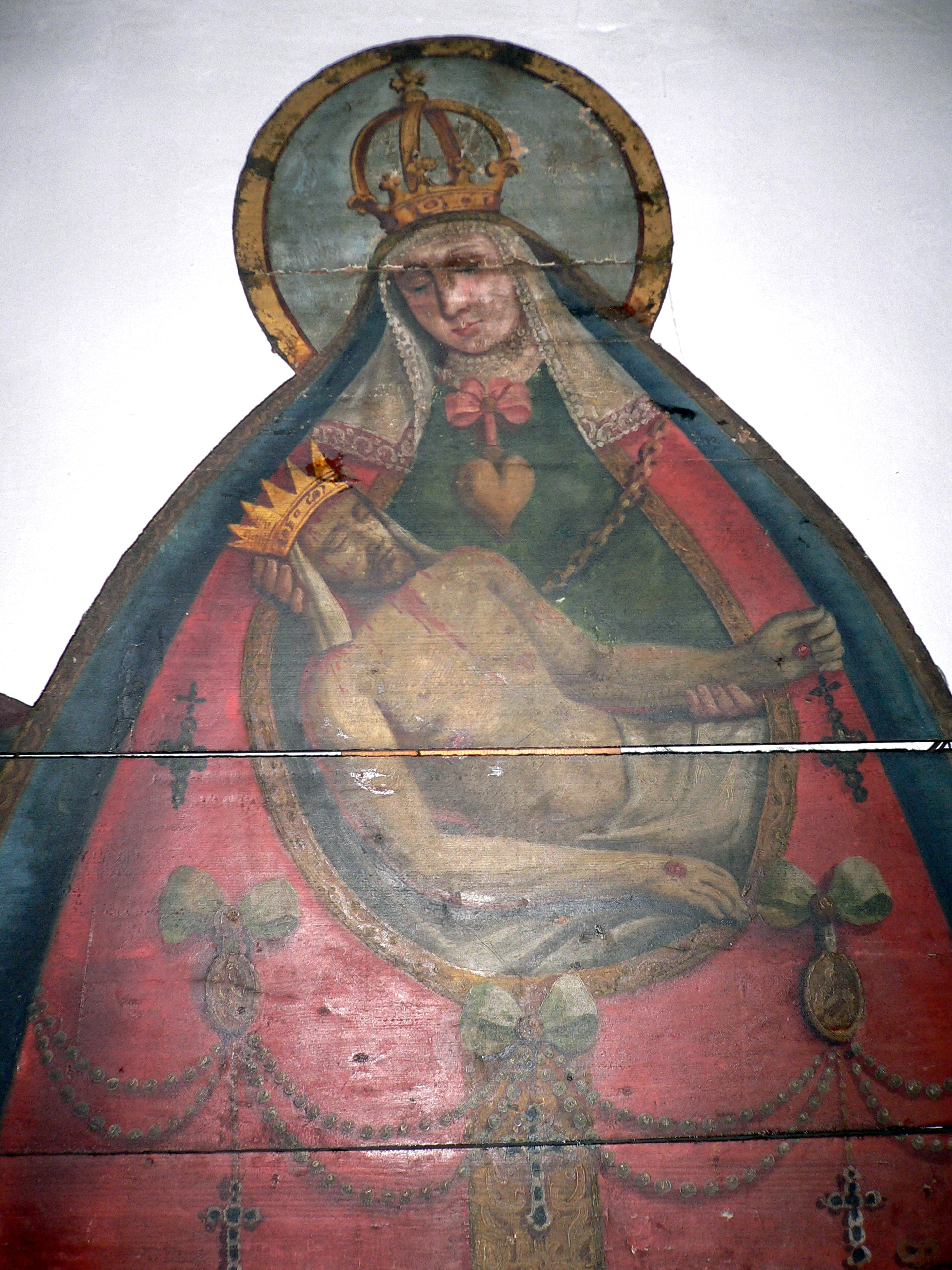
L'immagine della Madonna Addolorata, nella cappella della luce (Licht Kapelle)
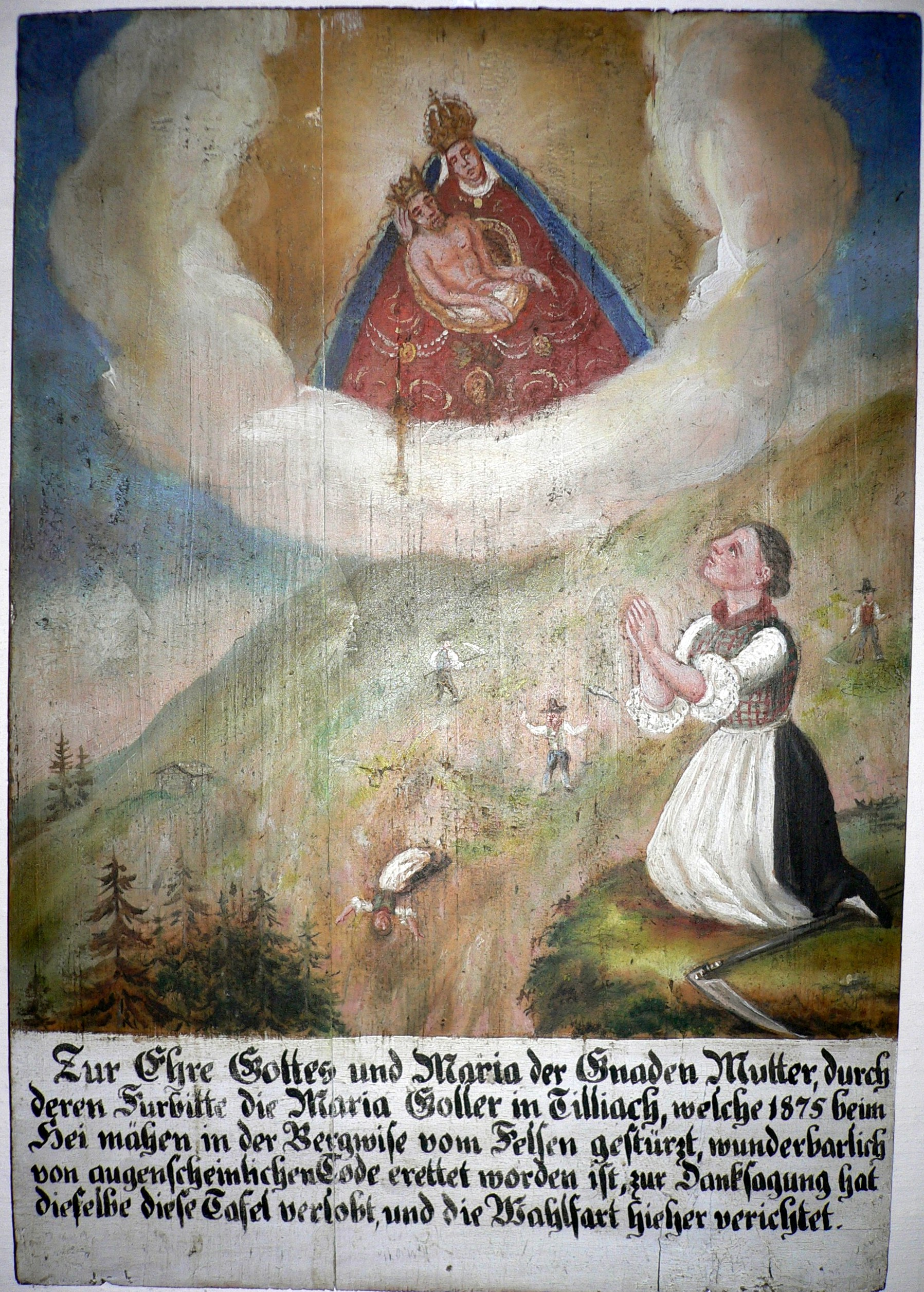
Dipinto nel chiostro, La contadina Helena incontra la Madonna Addolorata
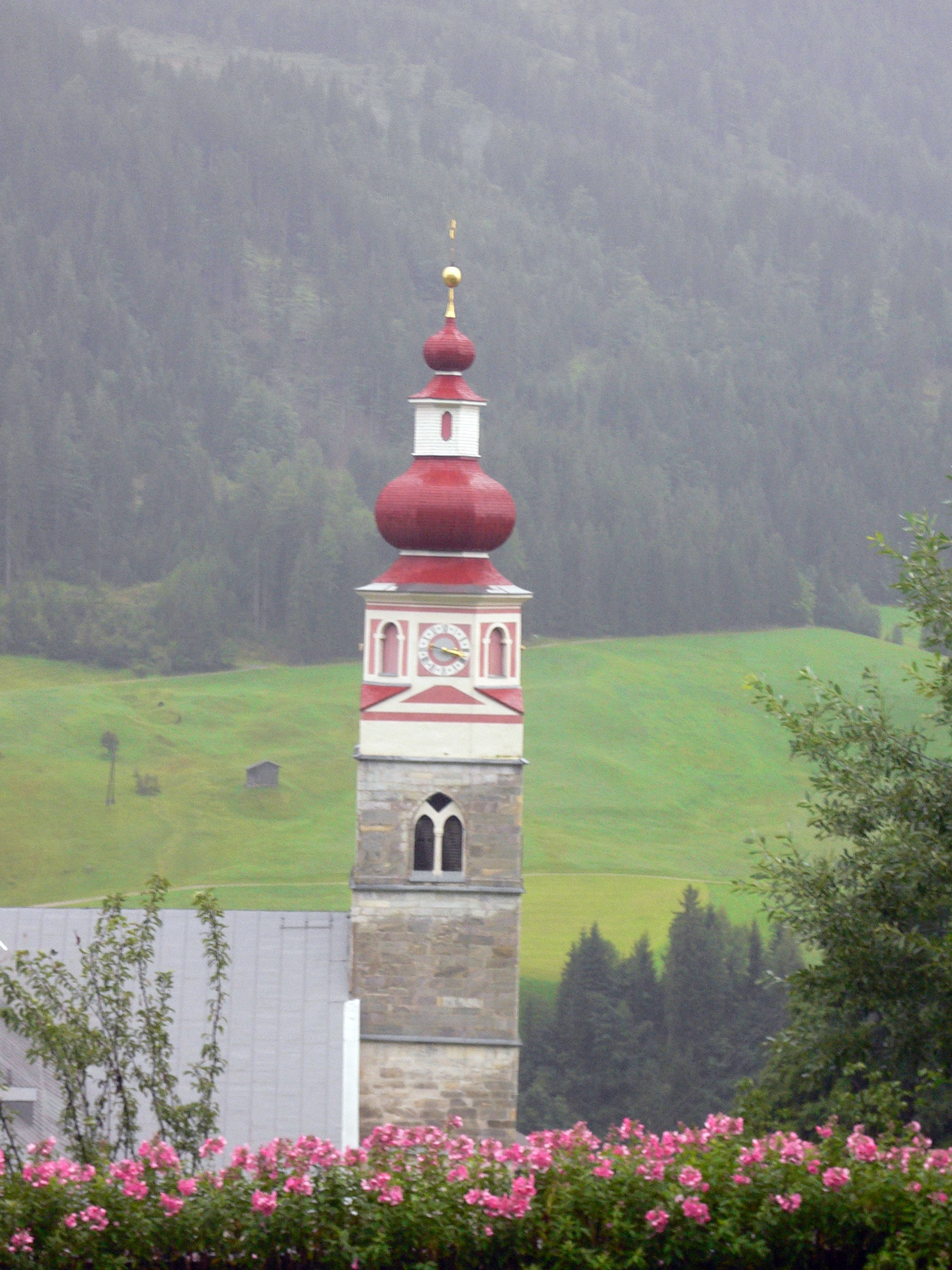
La guglia del campanile